# Discorsi sopra la prima deca di Tito Livio
Discorsi sopra la prima deca di Tito Livio (Taler omhandlende det første årti af Titus Livius eller Drøftelser af de første ti bøger hos Titus Livius) er et værk omhandlende politisk historie og filosofi skrevet i begyndelsen af det 16. århundrede (ca. 1513) af den italienske forfatter og politisk teoretiker Niccolò Machiavelli. Værket regnes for Machiavellis andet hovedværk. Machiavelli er bedst kendt som forfatter til Fyrsten.
Hvor sidstnævnte er helliget rådgivingen af en enehersker af et fyrstendømme, søger Discorsi at forklare struktur og fordele ved en republik, som en form for regering baseret på et vist niveau af udbredt samtykke og kontrol.
Machiavelli tilegnede dette arbejde til Zanobi Buondelmonti og Cosimo Rucellai, to af de største personligheder i Orti Oricellari i Firenze, et smukt hus, hvor datidens aristokratiske unge mødtes for at diskutere politik, kunst og litteratur.

## Resumé
Værket består ligesom Fyrsten af tre dele, men begge værker bygger på Machiavellis etik for magten, virtù, "... en blanding af strategisk klogskab, energi og handlekraft eller en situationsbestemt pragmatisk kunnen, hvor det handler om at manøvrere i sammenhænge, den enkelte aktør ikke suverænt behersker".,